# Діаграма спрямованості

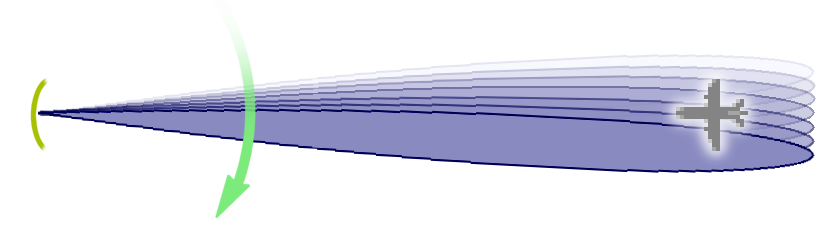
Графічне зображення роботи антени РЛС із вузькою голкоподібною діаграмою спрямованості

Діаграма спрямованості або діаграма направленості (англ. chart orientation чи Antenna diagrams) — графічна характеристика антени, що являє собою умовну криву лінію, проведену по кінцівках векторів потужностей електромагнітного поля умовно-однакової величини, що наводяться у даній антені при прийманні сигналу чи генеруються даною антеною при роботі її на передачу.
Характеризує ефективність направленого приймання / передачі антени залежно від її форми та інших характеристик.

## Види діаграм спрямованості

Схема роботи активного радіолокатора. РЛС має сильно видовжену чи «голчасту» діаграму спрямованості. Щоб не забивати схему, бічні і задня пелюстки не показані.

Щоб зрозуміти фізичний сенс діаграми спрямованості,   уявімо, що антена типу симетричний вібратор розміщена вертикально в центрі уявної сфери. У цьому випадку для антени симетричний вібратор вектори потужностей, що із однаковою ефективністю приймаються (випромінюються) одночасно у всіх можливих радіусах уявної сфери, замкнуться у фігуру, що називається тороїд  . В проєкції на горизонтальну площину тороїд дасть круг, а в проєкції на вертикальну площину — вісімку, що «лежить горизонтально», як знак нескінченності.
Зі сказаного зрозуміло, що ДС має розглядатися у вертикальній і горизонтальній площинах. Абсолютно умовно, для простоти графічного нанесення і візуального сприйняття, ДС зображають не у двох, а лише в одній площині. Частіше в горизонтальній. Або в площині, що проходить по лінії Пункт спостереження (прийому / предачі) — ціль.

### Штир
Емпірично доведено, що штирова антена має кругову діаграму спрямованості. Така антена називається ненаправленою (круговою).

### Диполь

Схема характеризує діаграму спрямованості рамкової антени у горизонтальній площині

Антена виду диполь має восьми-подібну діаграму спрямованості. Таку ж ДС має рамкова антена. Себто, рамкова антена є рівнонаправлена перпендикулярно площини рамки.

### Хвильовий канал
Антена виду хвильовий канал має видовжену ДС. Через це її ще називають направленою антеною.
Як зазначено на малюнку, направлена антена має основну, бокові та задню пелюстки. Оскільки ефективність прийому / передачі бокових і задньої пелюстки у порівнянні з основною не значна, ними нехтують і графічно зображають лише основну пелюстку.

## Див. також

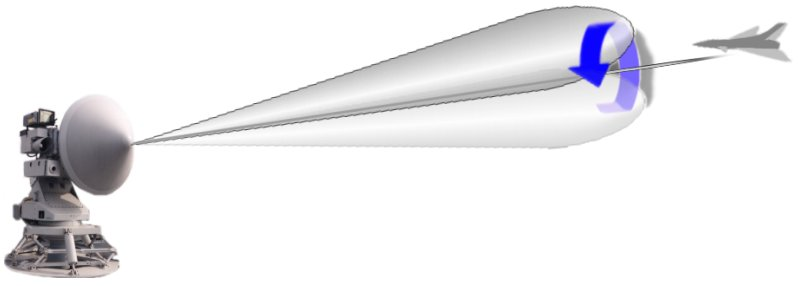
Конічне сканування